# Shae Haley
Sheldon Haley (ur. 18 grudnia 1972), znany lepiej jako Shae lub Shay, jest afroamerykańskim perkusistą będącym członkiem zespołu N.E.R.D. Twierdzi, iż zespół the Beatles odegrał bardzo ważną rolę w jego twórczości.